# Ronald Rea
Ronald Rea Romero (Santa Cruz de la Sierra, 29 de marzo de 1988) es un futbolista boliviano. Juega como centrocampista y su actual equipo es el Torre Fuerte de la Asociación Cruceña de Fútbol.

## Trayectoria
Rea fue contratado por el Oriente Petrolero en enero del 2008. Él jugó para la reserva de su equipo durante un año, en el 2010 Gustavo Quinteros le llamó para unirse al primer equipo. El hizo su debut en el encuentro contra Real Potosí. Su primer gol lo marco contra Real Mamoré en el Apertura del 2010, y su primer gol internacional fue contra Universidad de Chile, el encuentro terminó 2-2.

## Clubes
| Club              | País    | Año             |
| ----------------- | ------- | --------------- |
| Oriente Petrolero | Bolivia | 2008 - 2011     |
| Bolívar           | Bolivia | 2011 - 2012     |
| Blooming          | Bolivia | 2013 - 2014     |
| San José          | Bolivia | 2014            |
| Torre Fuerte      | Bolivia | 2018 - presente |